# Viellenave-de-Navarrenx
Viellenave-de-Navarrenx é uma comuna francesa na região administrativa da Nova Aquitânia, no departamento dos Pirenéus Atlânticos. Estende-se por uma área de 5,76 km². Em 2010 a comuna tinha 166 habitantes (densidade: 28,8 hab./km²).